# Duck Game
Duck Game — екшн-відеогра, розроблена Лендоном Подбельскі і видана Adult Swim Games. Гра була випущена для OUYA у 2014 році та для Microsoft Windows у 2015 році. Версія PlayStation 4 була випущена в серпні 2017 року, а версія Nintendo Switch випущена в травні 2019 року.

## Ігровий процес
Duck Game це 2D Відеогра з особливостями стрільби й платформерної механіки. У грі є одиночний аркадний режим де гравець може виконувати випробування для отримання талонів, які можуть бути використані в якості валюти при покупці внутрішньо ігрових шапок і модів, щоб змінити ігровий процес (наприклад: Місячна Гравітація) як граючи в локальній мережі, так і в режимі онлайн з можливістю підключення до трьох інших гравців. У грі є проста ідея: одне попадання, і ви мертві, останній залишився гравець виграє раунд, граєте певну кількість раундів (за замовчуванням 10). У грі представлена проста схема управління; джойстик або кнопки зі стрілками використовуються для переміщення качки гравця. Крім переміщення персонажа використовуються п'ять кнопок, дві для взаємодії зі зброєю; одна, щоб забрати / кинути зброю, інша, Щоб використовувати зброю, яку ви тримаєте, інша, щоб закріпити орієнтацію по горизонталі (ходити спиною вперед) і дві інших; Кряк і падіння. Складність в грі виникає з великого асортименту зброї і різноманітних умов, які можуть знайти гравці на своєму шляху.
У грі є кілька унікальних елементів, в тому числі кілька капелюхів. Окрім ігрових капелюхів можна звантажити інші капелюхи в інтернеті.

## Критика

### Steam
У Steam гра оцінюється на 10 з 10. Усього 15.338 відгуків. Більшість з них позитивні.

### ZTGD
ZTGD оцінює гру на 7.5 з 10.

### Destructoid
На Destructoid гру оцінили на 8.5 з 10.

### CGMagazine
На сайті CGMagazine гру було оцінено на 9.5 з 10.

### Metacritic
На сайті Metacritic люди оцінили гру на 8.3 з 10.